# Arion rufus
Grande loche, Limace rouge
Espèce
La Grande loche (Arion rufus), ou Limace rouge, est une espèce de mollusques gastéropodes appartenant à la famille des Arionidae. Cette limace de grande taille se rencontre principalement par temps humide, dans les forêts et les prairies.

## Dénominations
- Nom scientifique valide : Arion rufus  (Linnaeus, 1758)[1],
- Nom normalisé : Grande loche, depuis 2010[2],
- Autres noms vulgaires (vulgarisation scientifique) : Limace rouge, Arion roux, Grande limace rouge[3], Loche rouge, Arion des charlatans[4], Limace rouge des jardins, Arion rouge[5],[6], Grosse limace rouge[7].

## Répartition
La Grande loche est maintenant principalement présente dans les forêts et les prairies humides.
Dans les jardins et parcelles agricoles, elle a été supplantée par la Loche méridionale (Arion vulgaris).

## Description
La Grande loche est de couleur variant du blanc jaunâtre au jaune, au rouge brique à orangé, au brun et au noir, sans bandes ni taches à l’état adulte ; elle mesure de 10 à 12 cm de long.

Vestibule antérieur court, large, écrasé ; vestibule postérieur très gros ; pénis plus court, canal déférent moins grêle que Arion ater[réf. nécessaire].
Le corps est couvert de grandes rides oblongues.
C'est un animal nocturne et diurne par temps humide. Son régime alimentaire se compose essentiellement de plantes fraîches, mais aussi parfois de charognes, absorbées grâce à sa radula.
Au stade mâle, lors de l'accouplement, les limaces s'échangent leurs spermatozoïdes dans une capsule nommée spermatophore, qu'elles conservent jusqu'à devenir femelles deux semaines plus tard et réaliser ainsi une fécondation croisée.

## Galerie

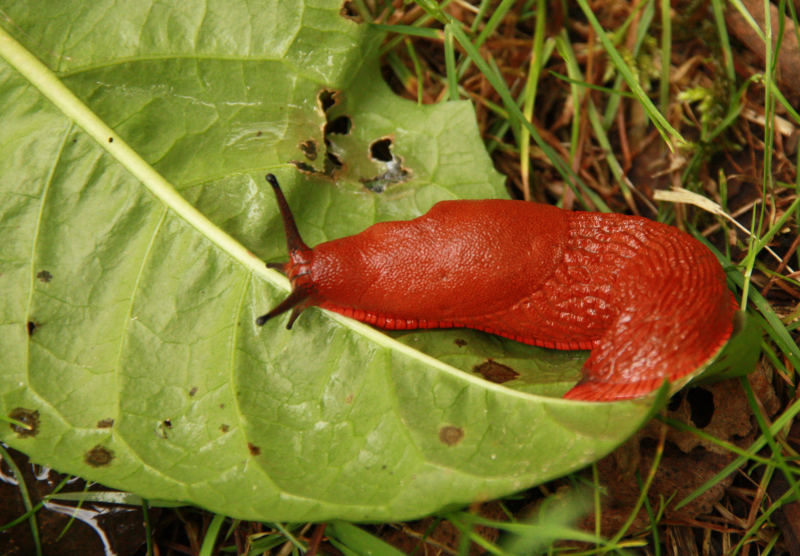
Grande loche sur une feuille, France.
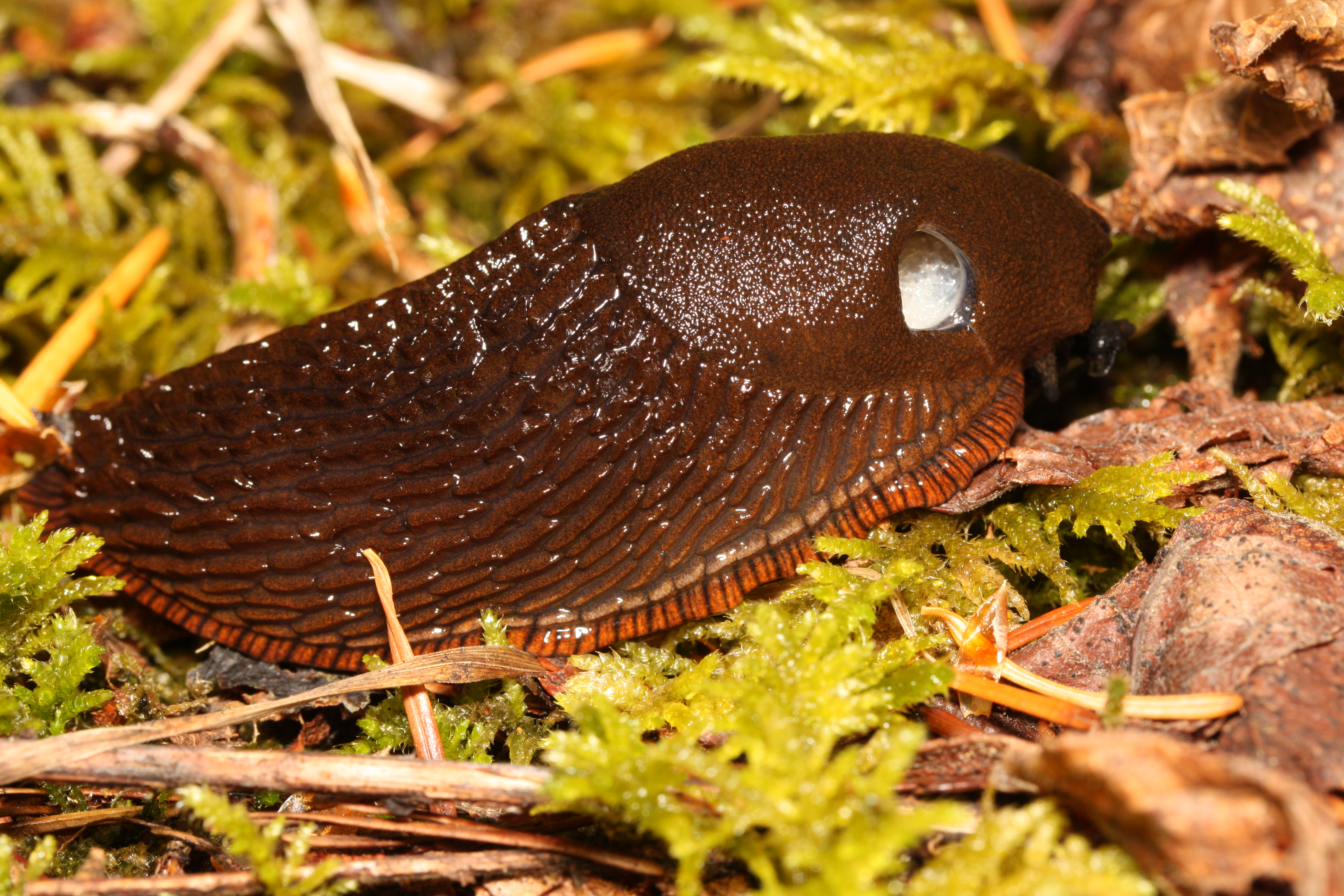
Arion rufus.
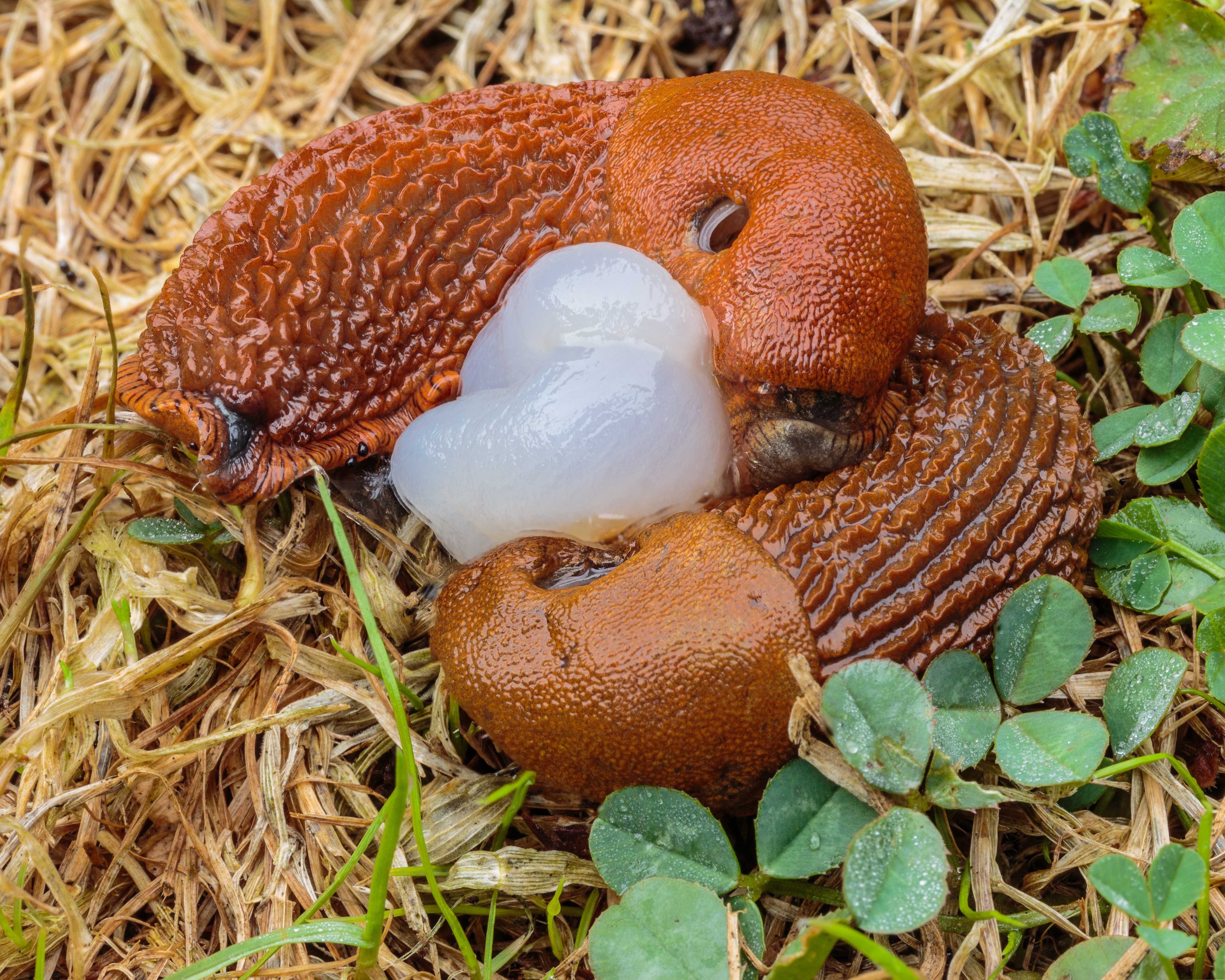
Arion rufus copulant.
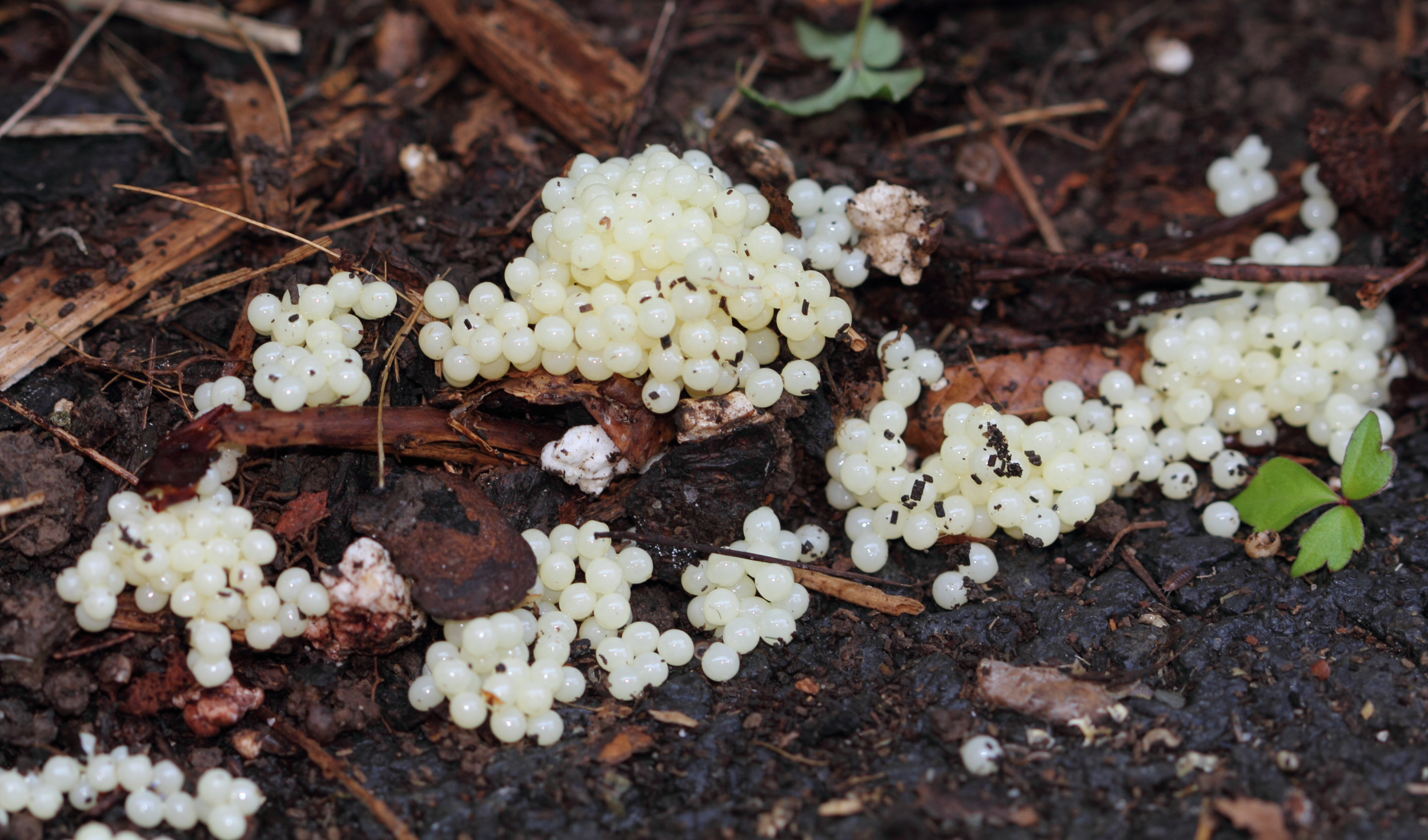
Œufs déposés sous une pile de bois.
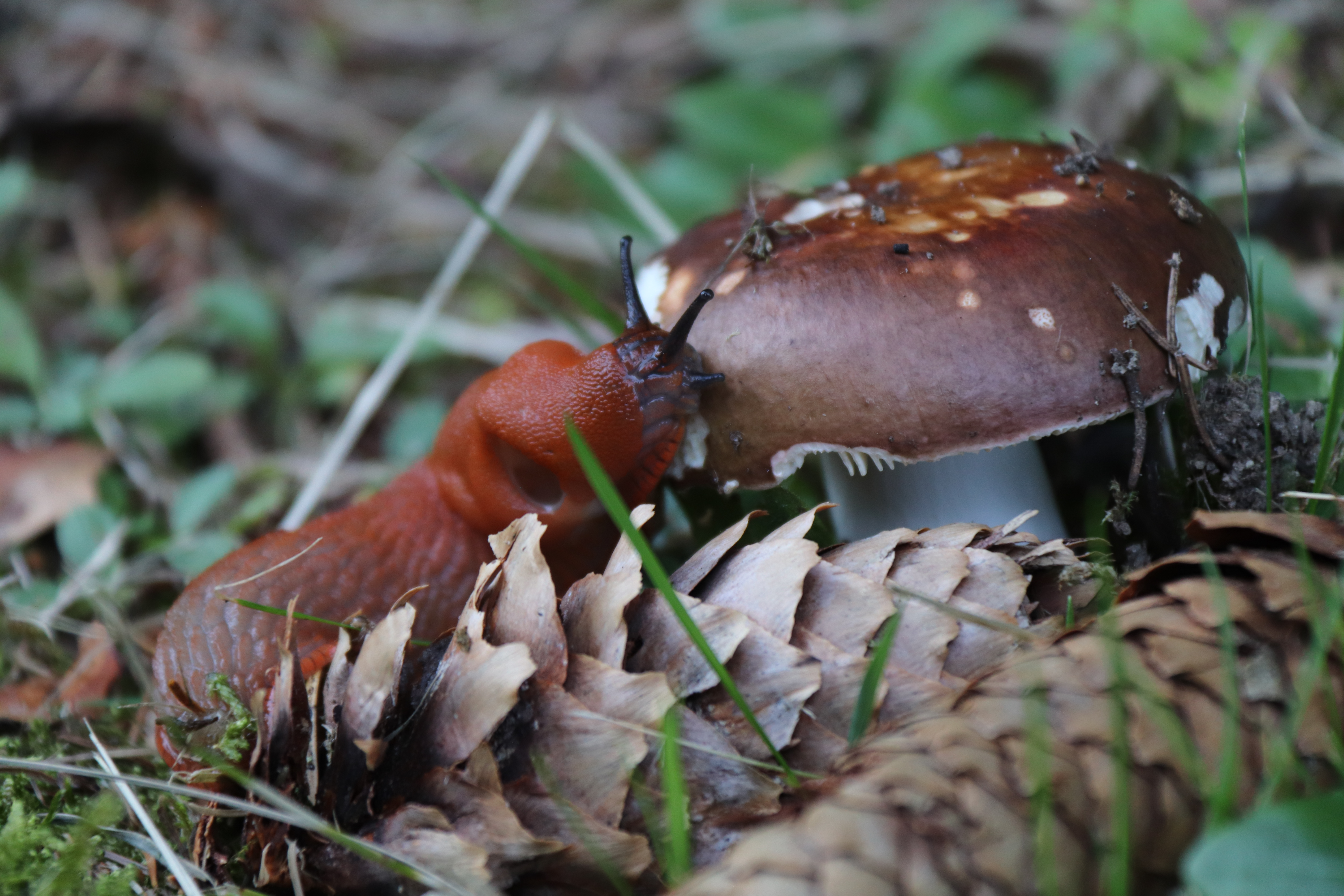
Arion rufus en train de manger un champignon.

### Source
- Louis Germain (1913). Mollusques de la France et des régions voisines, tome deuxième, Gastéropodes pulmonés et prosobranches terrestres et fluviatiles. Octave Doin et fils, éditeurs (Paris).